# عين الديس
عين الديس بلدية بولاية أم البواقي.